# Prima battaglia di Saltville
La Prima Battaglia di Saltville fu combattuta il 2 ottobre 1864 nei pressi della cittadina di Saltville (Virginia) durante la Guerra di secessione americana tra le truppe dei Confederati, sia regolari che appartenenti alla Confederate Home Guard contro quelle dell'Unione, comprese alcune unità di cavalleria composte da soldati di colore, in prossimità di una salina poco distante dalla cittadina. Dopo la sconfitta delle forze unioniste le unità di cavalleria di colore fatte prigioniere o ferite sul campo di battaglia vennero massacrate dai Confederati, dando luogo a quello che viene ricordato come il Massacro di Saltville.

## Antefatti
La cittadina di Saltville rappresentava un importante nodo strategico per due ordini di motivi: il primo era dato dalla presenza della linea ferroviaria che forniva un importante linea di collegamento tra il fronte occidentale e quello orientale del conflitto; il secondo motivo era dato dalle sue miniere di sale, essenziale per la conservazione delle provviste per le truppe dei Confederati. Dopo il 1863, con il conflitto che vedeva sempre più pressante l'avanzata delle forze del generale Ulysses Grant ed a causa del blocco operato dalle forze dell'Unione, il sale divenne per i Confederati una risorsa sempre più scarsa e le miniere di Saltivlle si fecero sempre più preziose. Per questo motivo la cittadina fu oggetto di numerosi raid da parte delle forze dell'Unione. Uno di questi raid fu comandato dal generale unionista Stephen G. Burbridge, avvocato e proprietario terriero del Kentucky, il quale, per redimere la cattiva reputazione ottenuta fino a quel momento decise di ordinare una incursione contro Saltville per distruggere le sue miniere di sale.
Il 20 settembre 1864 le truppe comandate da Burbridge, composte da tre brigate di cavalleria, partirono da Mount Sterling (Kentucky) diretti verso Saltville. Il 24 settembre ad esso si unirono i circa 600 soldati di colore della 5th United States Colored Cavalry appena formatasi. Dopo essersi uniti al contingente la brigata venne assegnata alla brigata del colonnello Robert W. Ratliff della 12th Ohio Cavalry.

## Svolgimento della battaglia

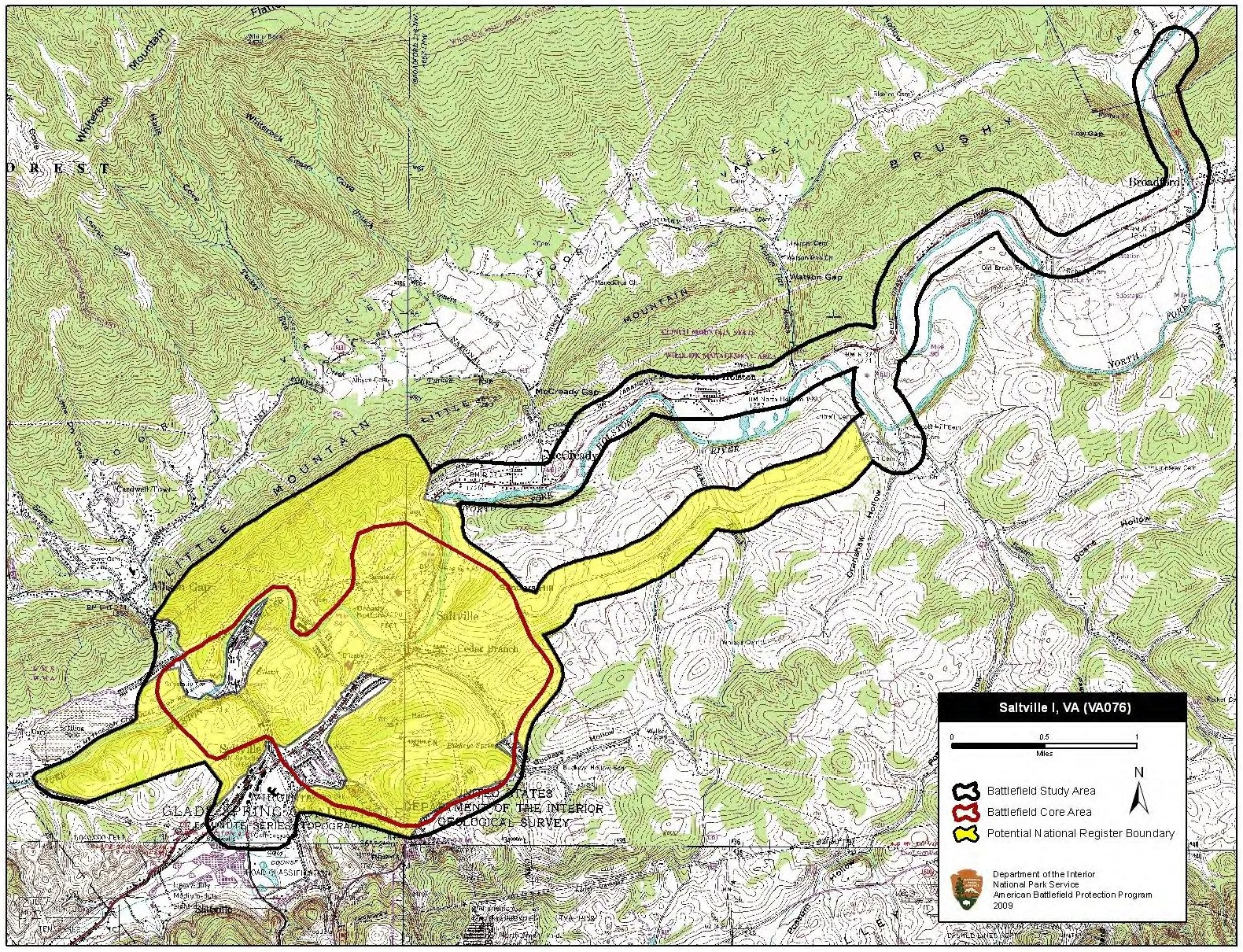
Mappa della battaglia secondo la American Battlefield Protection Program - National Park Service

La mattina del 2 ottobre Burbridge ordinò ai suoi 5 200 uomini un assalto contro circa 300 soldati confederati in netta minoranza e capitanti dal brigadier-generale Alfred E. Jackson, ai quali giunse il supporto di una brigata di cavalleria comandata dal colonnello Henry L. Giltner. Le sparute forze dei confederati si erano schierate e posizionate lungo un promontorio dietro la cittadina e su di un altopiano, in posizioni chiave per la difesa delle miniere di sale. L'avanzata dei soldati dell'Unione fu tuttavia scoordinata e frammentaria, sottoposta al fuoco pesante dei Confederati e consentendo a questi ultimi di organizzare una difesa efficace, anche grazie all'arrivo di un'ulteriore piccola brigata di cavalleria, comandata dal brigadier-generale John S. Williams, che portò il numero delle forze confederate a  circa 2 800 uomini. L'impreparazione e la scarsità tattica del generale Burbridge furono pagate dal suo contingente che, sebbene in preponderante superiorità numerica rispetto al nemico, giunta alla vista della cittadina di Saltville fu respinto per ben tre volte e, al terzo attacco portato a piedi dalle truppe smontate da cavallo, fu costretto ad una rapida ritirata.

## Il massacro di Saltville
Il giorno successivo, 3 ottobre 1864, secondo diverse testimonianze oculari, venne perpetrato uno degli episodi più oscuri e sanguinosi legati all'odio razziale durante la Guerra di Secessione americana: alcuni soldati confederati fecero irruzione nell'ospedale militare confederato approntato presso il vicino Emory and Henry College, dove, secondo le testimonianze di un chirurgo dell'Unione offertosi di restare per curare i soldati unionisti feriti e catturati, uccisero dai cinque ai sette soldati di colore appartenenti alla 5th U.S. Colored Cavalry, oltre al loro ufficiale, il colonnello Elza C. Smith.
Oltre che nell'ospedale da campo, il massacro di soldati di colore proseguì lungo il campo di battaglia dopo la ritirata dei soldati dell'Unione, quando il famigerato Champ Ferguson, leader di una banda di irregolari Confederati, fu visto scorrazzare alla ricerca di soldati feriti nemici, sia bianchi che di colore, che finiva a sangue freddo; dopo il conflitto Ferguson venne processato ed impiccato per questa e per altre infamie perpetrate sia contro militari che civili.